# Legge della costanza dell'angolo diedro
La legge della costanza dell'angolo diedro o prima legge della cristallografia afferma che, indipendentemente dal luogo di formazione, cristalli morfologicamente simili di singoli minerali, a parità di temperatura, sono circoscritti da facce piane formanti a coppie angoli diedri identici.
Gli angoli diedri danno informazioni esclusivamente sulla posizione relativa di una faccia rispetto all'altra e non sulla sua posizione assoluta nello spazio, per cui il valore delle costanti cristallografiche non risulta comunque noto. Sfruttando però le informazioni attinenti alla simmetria di traslazione e sapendo che la cella elementare può essere traslata nelle tre direzioni non complanari di una quantità sempre multipla intera del relativo periodo di traslazione, inevitabilmente il generico piano A'B'C' avrà per lati dei segmenti multipli interi del periodo di traslazione.
Questa legge fu enunciata di sfuggita da Niccolò Stenone.